# اریک کریسمس
اریک کریسمس (انگلیسی: Eric Christmas; ۱۹ مارس ۱۹۱۶ – ۲۲ ژوئیهٔ ۲۰۰۰) هنرپیشه اهل بریتانیا بود. از فیلم‌هایی که وی در آن نقش داشته‌است، می‌توان جانی تفنگش را برداشت، باگزی، هارولد و ماد، حمله گوجه‌های قاتل، جاذبه آندرومدا، همه من، احضار و شکار موش را نام برد.